# Cryptochironomus tokaracedeus
Cryptochironomus tokaracedeus är en tvåvingeart som beskrevs av Sasa och Suzuki 1995. Cryptochironomus tokaracedeus ingår i släktet Cryptochironomus och familjen fjädermyggor. Inga underarter finns listade i Catalogue of Life.